# Martin Reimann (Wirtschaftswissenschaftler)
Martin Reimann (* 1978 in Stuttgart) ist ein deutscher Wirtschaftswissenschaftler.  Seine Forschungsschwerpunkte sind Marketingstrategie und Konsumentenverhalten, insbesondere Neuroökonomie sowie Neuromarketing.

## Leben
Martin Reimann hat an der Universität Passau und an der Handelshochschule Leipzig Betriebswirtschaftslehre studiert und 2003 den Abschluss als Diplom-Kaufmann gemacht. Zum  Dr. rer. pol. promoviert wurde er 2005 an der TU Bergakademie Freiberg mit der Arbeit Modellierung von Investorenverhalten, wo er sich im Juni 2009 bei Margit Enke habilitierte. Ferner war er Research Fellow am Psychology Department der Stanford University und  Lehrbeauftragter an der Technischen Universität München und der EGADE Business School des Tecnologico de Monterrey (Instituto Tecnológico y de Estudios Superiores de Monterrey).
Er arbeitete am Psychology Department und am Brain and Creativity Institute der University of Southern California, wo er 2011 den Abschluss Master of Arts (MA) machte und 2013 den PhD erwarb. Er ist Gründer des englischsprachigen Journal of Neuroscience, Psychology, and Economics (JNPE), einer Zeitschrift der American Psychological Association (APA).
Martin Reimann wurde zum Wintersemester 2010/11 in der Nachfolge von Bernd Erichson auf den Lehrstuhl für Marketing an der Otto-von-Guericke-Universität Magdeburg berufen. Er wurde zum Herbst 2013 als Assistant Professor of Marketing an die University of Arizona berufen.
Martin Reimann hat einen Bruder.

## Auszeichnungen
Reimann wurde mehrfach ausgezeichnet, darunter dem Young Contributor Award der Society for Consumer Research und dem M. Wayne Delozier Award der American Marketing Association.